# Tir aux pigeons vivants

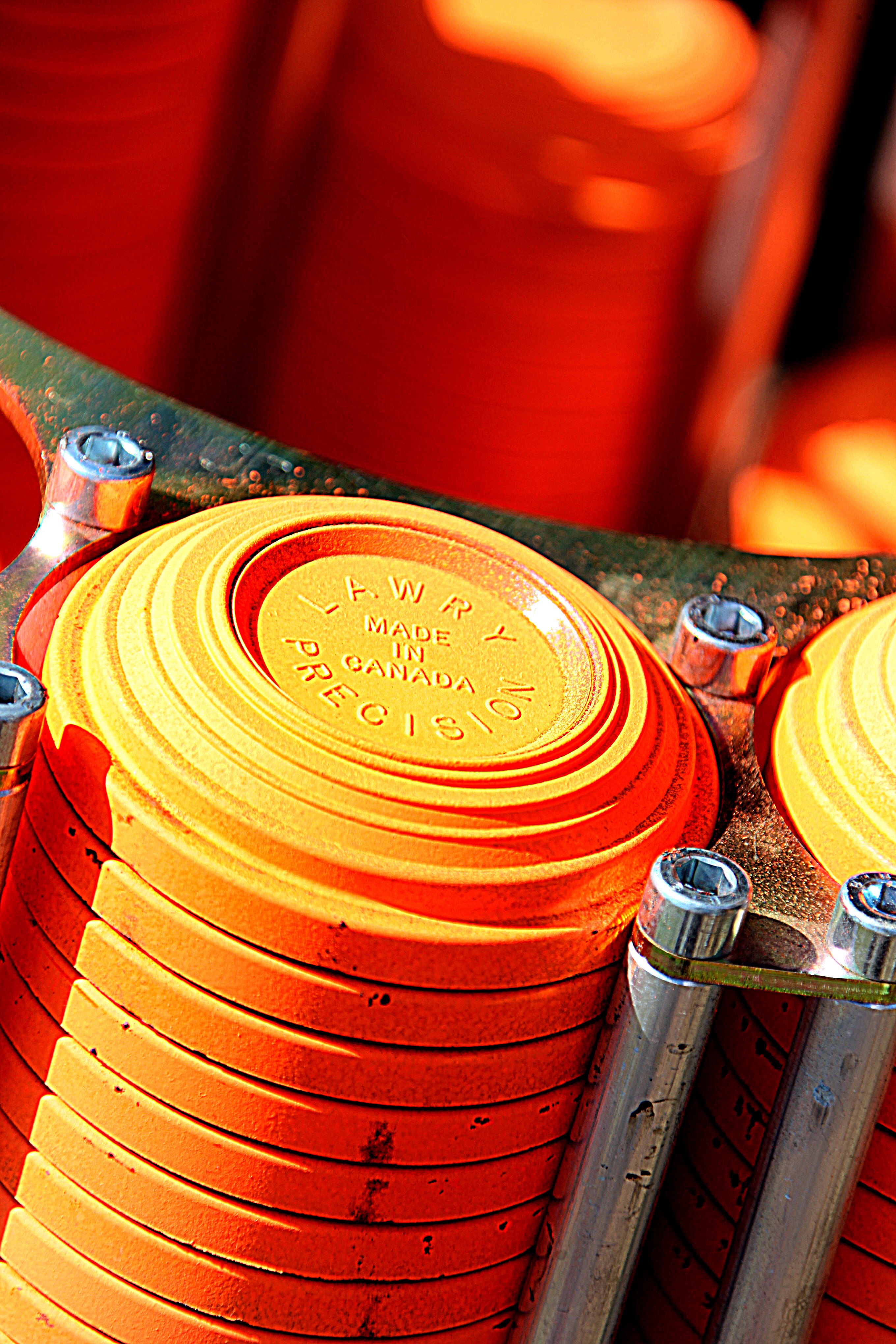
Le plateau d'argile a remplacé au XX le pigeon vivant.

Le tir au pigeon vivant fut un sport pratiqué avec un fusil contre des oiseaux vivants. Il est de nos jours interdit.

## Historique
Le tir aux pigeons vivants est une pratique sportive issue de la chasse au fusil. Ancêtre du tir aux pigeons d'argile, il utilisait pour cibles des oiseaux (pigeons en général), libérés de leur cache (initialement un chapeau haut-de-forme) en tirant sur une ficelle. Le tireur ne pouvait pas voir l'instant du lâcher et devait donc tuer les volatiles avant qu'ils ne s'échappent au loin dans le ciel.
La première mention d'un tir aux pigeons (trapshooting) semble dater de 1793, dans un magazine anglais (Sporting Magazine). À la fin du XXe siècle, alors que l'utilisation des oiseaux vivants est jugée honteuse ou peu éthique par une partie du public, ils sont peu à peu remplacés par le tir sur des cibles mouvantes mais artificielles.
Une compétition fut organisée pendant les Jeux olympiques de Paris en 1900. La série de tirs était interrompue dès que le tireur avait manqué son deuxième pigeon. Près de 300 pigeons ont été utilisés pour cette compétition, dont les résultats ne sont pas inclus dans la liste officielle des résultats olympiques du CIO. 
L'historien Andrew Strunk rapporte dans un article de 1988 l'état du champ de tir à la fin de l'épreuve, dans une vision où « les oiseaux estropiés se tordaient sur le sol, le sang et les plumes tourbillonnaient en l'air et les femmes assises à côté sous leurs ombrelles étaient en pleurs ». Le tireur belge Léon de Lunden remporta l'épreuve avec 21 pigeons tués.
En France, la pratique non olympique cessa progressivement à partir de 1955 et fut interdite en 1976.